# Sneads (Florida)
Sneads es un pueblo ubicado en el condado de Jackson en el estado estadounidense de Florida. En el Censo de 2010 tenía una población de 1.849 habitantes y una densidad poblacional de 154,26 personas por km².

## Geografía
Sneads se encuentra ubicado en las coordenadas 30°42′32″N 84°55′28″O / 30.70889, -84.92444. Según la Oficina del Censo de los Estados Unidos, Sneads tiene una superficie total de 11.99 km², de la cual 11.43 km² corresponden a tierra firme y (4.67%) 0.56 km² es agua.

## Demografía
Según el censo de 2010, había 1.849 personas residiendo en Sneads. La densidad de población era de 154,26 hab./km². De los 1.849 habitantes, Sneads estaba compuesto por el 78.04% blancos, el 18.5% eran afroamericanos, el 0.22% eran amerindios, el 0.38% eran asiáticos, el 0.05% eran isleños del Pacífico, el 1.41% eran de otras razas y el 1.41% pertenecían a dos o más razas. Del total de la población el 2.65% eran hispanos o latinos de cualquier raza.